# Maria Dorothea Hertz
Maria Dorothea Hertz (* 2. März 1918 in Hamburg; † 31. Januar 1995 ebenda) war eine deutsche Medizinerin und die erste Chefärztin einer radiologischen Abteilung in Hamburg.

## Familie
Maria Dorothea Hertz entstammte einer einflussreichen Hamburger Familie. Sie war die Tochter des Direktors des Hamburger Landesjugendamtes Wilhelm Goßler Hertz (1873–1939) und dessen Frau Johanna, geb. Benemann (1882–1970). Ihr älterer Bruder war der Jurist Hans Wilhelm Hertz. Der Großvater Adolph Ferdinand Hertz gehörte der Hamburgischen Bürgerschaft an, ihr Urgroßvater Adolph Jacob Hertz war Überseekaufmann und Reeder und stand 1848 der Handelskammer Hamburg als Präses vor. Eine ihrer Tanten war die Malerin und Bildhauerin Mary Warburg.

## Leben
In der Zeit des Nationalsozialismus galt Hertz nach den Nürnberger Rassegesetzen als „Jüdischer Mischling“. Sie konnte dennoch nach dem Abitur von 1937 bis 1942 an der Universität Hamburg Medizin studieren. Sie schloss dieses Studium mit dem Staatsexamen ab, wurde im selben Jahr mit ihrer Dissertation über die „Diabetesniere“ promoviert.
Von Juli 1942 bis September 1943 arbeitete Hertz als Assistenzärztin am Allgemeinen Krankenhaus St. Georg. Ab Dezember 1943 war sie in der Tuberkulosestation und auf den Infektionsstationen des Allgemeinen Krankenhauses Ochsenzoll tätig. Anfang 1945 gelang es ihr, ihren jüdischen Patensohn und dessen Mutter zu verstecken und zu versorgen. Im Jahr 1946 verfasste sie den Bericht zur Erinnerungsfeier 50 Jahre Röntgenstrahlen für die Physikalischen Blätter. 1951 erhielt Hertz zunächst ihre Anerkennung als Ärztin für Lungenkrankheiten, 1954 die für Röntgenologie und Strahlenheilkunde. Vom 1. Februar 1960 bis 31. März 1983 hatte sie den Posten der Leitenden Ärztin der Röntgenabteilung des AK Ochsenzoll inne und war in dieser Eigenschaft die erste Chefärztin einer radiologischen Abteilung in Hamburg.
Von 1966 bis 1986 führte Hertz als Vorsitzende die Geschicke der Hamburger Gruppe des Deutschen Ärztinnenbundes, danach bekleidete sie bis 1993 das Amt der stellvertretenden Vorsitzenden. 1978 wurde sie in die Ärztekammer Hamburg gewählt. Darüber hinaus engagierte sie sich in der St. Gertrud-Gemeinde und auch die christlich-jüdische Zusammenarbeit war ihr ein Anliegen.

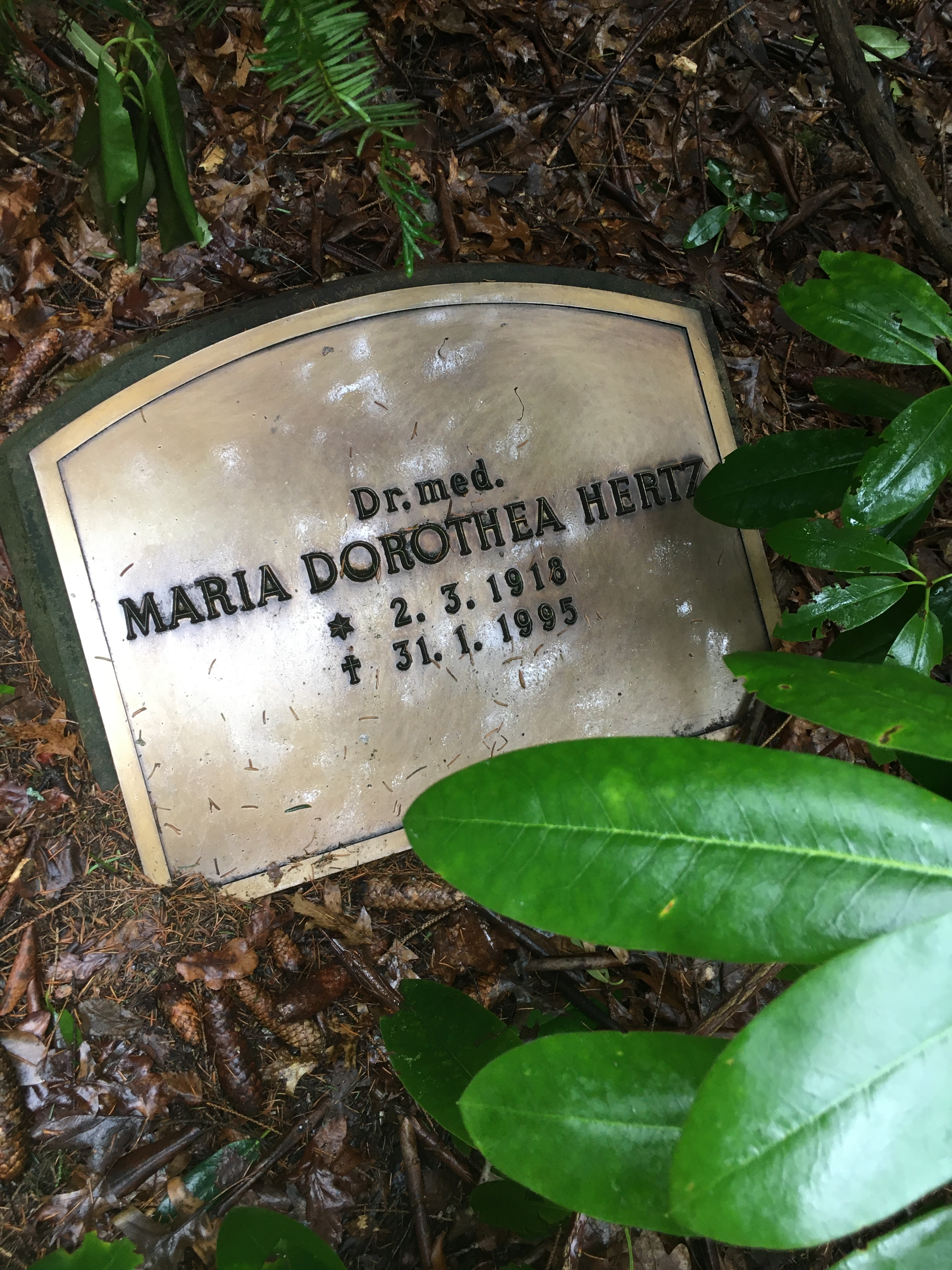
Grabstätte Maria Dorothea Hertz auf dem Friedhof Ohlsdorf

Maria Dorothea Hertz verstarb 76-jährig in ihrer Geburtsstadt und wurde in der Familiengrabstätte auf dem Friedhof Ohlsdorf im Planquadrat Y 10 beigesetzt.